# 国際産業
国際産業（こくさいさんぎょう）とは、かつて日本に存在したトイガンメーカーである。
トイガン愛好者の間では単に「コクサイ」というブランド名で知られており、創業会社の廃業後は事業を引き継いだ別会社によってモデルガン製品のブランド名としても用いられている。

## 概要
主にモデルガン・フロンガス使用エアソフトガンを製造販売していたメーカーで、晩年（後述）は創業時とは異なる会社から「コクサイ」のブランド名でモデルガンが製造・販売されていた。
モデルガンの黎明期からアメリカS&W社製のリボルバー（回転式）拳銃をモデル化し、特に映画などでも使われて人気の高いM19シリーズやM29シリーズなどを中心にモデルガンにおいてはその精密さと観賞用の模型としても堪え得る製品の仕上がりで知られていた。
ただし、ガスガンに関してはリボルバー拳銃をガスガンにする際の構造的問題と弾丸（カート）の装填と排莢のリアルさの両立のためガスガン性能としては高くはない、ガスガンの仕上がりについては製造時期によって完成度の高さにバラつきがある。
実射性能に関しては良い評判の少ないコクサイのエアソフトガンであるが、例外も存在し、80年代に登場したM16のガスセミオートライフルは、当時としては特筆すべき命中精度を持っていた。その当時サバイバルゲームで一般的に使用されていたのはBV式ガスガンであったが、BV式は構造上命中精度が低かった。ガスセミオートM16はこうした環境において狙撃銃としてサバイバルゲームフィールドで活躍し、その人気もあってマイナーチェンジも何度か繰り返された息の長い商品である。
また、ライフル等の長物では、「スーパーウェポン」と呼ばれる、火薬の発火によって発射音を加えるだけでなく、排莢とコッキング動作を行う事で(セミオートではあるが)連射を可能としたり(M16・XM177)、反動を再現した(レミントンM700)システムやリアルな仕上げのBV式ガスガン、小林太三設計の負圧式ガスブローバックメカニズムを採用した「ニューコンセプト・ガスブローバックM16シリーズ」など意欲作も多数ある。
1990年代に入ると、モデルガン市場の冷え込みと特にリボルバータイプ製品の人気の低下、トイガン市場の主流が電動エアーガン、ガスブローバックガンとなった事に追従出来ずに業績が低迷、新たな方向性としてAPSカップ用の精密射撃エアコッキングガンを発売しているが、実射性能が芳しくなく、高い評価は得られなかった。
2000年代に入り「ニューコンセプト・ガスブローバックシリーズ」にM1911A1、M92F、PPK/Sなどの新機種の投入を予告するも実現に至らず、さらに社屋火災を理由にメーカー活動を終了した。以後は在庫品の販売をサンプロジェクト社が担当、一部の金型は部品の製造を担当していた有限会社ウリウが正式に買い取り製造を再開、「コクサイ」ブランドを引き継いだ。
2007年にはモデルガンM29シリーズのシリンダー周辺を改修、カートリッジの形状などをよりリアルに変更して発売、同様の手法でM10、M19、M36、COLTパイソン、スマイソンシリーズを復活させている。完全新規製品の開発は行っていないが、M10系への38スペシャル弾専用パーツの追加、刻印の変更、細部樹脂パーツの金属化、ヘビーウェイト素材の変更など、ユーザーからの要望が多かった点について改良が行われた。
有限会社ウリウでは2018年1月31日を以て「コクサイ」ブランドの商品の製造と出荷を終了している。

## M29パワーアップマグナム
1986年に発売した「M29パワーアップマグナム」は、リキッドチャージ式の蓄圧式カートリッジ（ミラクルカートリッジ）を用いることにより、銃本体にエアポンプを組み込む必要がなく、外観の完成度が高く実銃同様の内部機構を持った“モデルガン”としての特徴とエアソフトガンとしての機構を両立した製品であったが、発売後に実銃と認定され、発売および所持が禁止された。

## 主な製品
- スーパーウェポンシリーズ
- M29パワーアップマグナム